# Battaglia di Megiddo (1918)
La battaglia di Megiddo è stato un episodio della campagna del Sinai e della Palestina della prima guerra mondiale durante il quale l'esercito britannico sfondò le linee turche penetrando nel territorio ottomano fino a  Damasco e costringendo il sultano a chiedere un armistizio.

## Contesto
All'inizio del 1917 l'esercito britannico comandato da Sir Archibald Murray e in seguito da Edmund Allenby, aveva costretto le forze ottomane guidata da Erich von Falkenhayn e da Otto Liman von Sanders a ritirarsi dal Sinai e dal Canale di Suez.
Alla fine dell'anno gli Alleati erano riusciti ad invadere la Palestina arrivando fino a Jaffa e Gerusalemme. Nella primavera e nell'estate del 1918 l'offensiva alleata si spinse fino alla Valle del Giordano.
L'antica fortezza di Megiddo controllava le vie a nord verso la piana di Esdraelon che collega la Valle del Giordano con la pianura di Sharon (circa 65 km oltre la linea del fronte ottomano).

## La battaglia
Allenby aveva pianificato di attaccare la linea ottomana ad ovest dove il terreno era più favorevole ad un assalto di cavalleria. Un aspetto fondamentale del piano era che rimanesse segreto per evitare che gli ottomani si ritirassero verso la costa.
Il 16 settembre 1918 le truppe arabe guidata da T. E. Lawrence e Nuri as-Said sabotarono la linea ferroviaria attorno al centro di Deraa che riforniva l'esercito ottomano ad Amman e in Palestina
Gli ottomani attaccarono le forze arabe e il 17 settembre si scontrarono con la 53. divisione britannica.
Il 19 settembre la Royal Air Force bombardò le linee telefoniche e la stazione ferroviaria di Al-Afuleh tagliando le comunicazioni tra il quartier generale di von Sanders a Nazaret e il resto dell'esercito ottomano. Poche ore dopo Allenby attaccò l'esercito ottomano mentre la RAF impediva all'aviazione tedesca di stanza a Jenin di intervenire.
Il 20 settembre i britannici attaccarono il quartier generale di von Sanders costringendolo alla fuga. Jenin venne rapidamente occupata e Allenby era ormai in grado di attaccare anche la 7. Armata di Mustafa Kemal Atatürk di stanza a Nablus. Di fronte alla soverchiante superiorità nemica, Atatürk si ritirò verso Wadi Fara subendo forti perdite. Nei successivi quattro giorni le forze alleate incalzarono le truppe ottomane nella valle di Jezreel.
Di fronte alla disfatta von Sanders schierò una retroguardia a Samakh, sul Mar di Galilea ma il 25 settembre un reggimento di cavalleria leggera australiano conquistò la città. Il giorno stesso le forze ottomane che erano state evacuate in treno fino ad Amman vennero colpite da un attacco aereo e presto la città, circondata, venne occupata dai britannici.
Allenby, che aveva proseguito la sua avanzata oltrepassando il fiume Giordano raggiunse Baalbek e la Valle della Beqa'. Il 27 settembre mosse verso Deraa che era stata abbandonata dalle forze ottomane e, dopo aver superato le alture del Golan, il 30 settembre entrò a Damasco. Dopo neanche un mese l'intera Siria era stata conquistata e il 26 ottobre gli alleati presero anche Aleppo.